# LAX/Metro Transit Center (métro de Los Angeles)
LAX/Metro Transit Center – ou Aviation/96th Street durant la phase initiale du projet – est une station de métro léger du réseau de métro de Los Angeles, située près de l'intersection d'Aviation Boulevard et de la 96e rue, dans le quartier  Westchester, à Los Angeles. La station est érigée dans le cadre du projet de construction de la ligne K, mais constitue aussi la nouvelle station terminale de la ligne C. 
En 2014, l'administration aéroportuaire de Los Angeles (LAWA) et Metro ont approuvé un plan de navette automatisée vers les terminaux de l'aéroport de LAX, qui se connecte au métro à cette station. Cette ligne, nommée LAX Automated People Mover, devrait ouvrir en janvier 2026.

## Histoire
La station est ouverte le 6 juin 2025.